# فيت/ستاي نايت: هيفن فيل l. برسيج فلور
فت/ستاي نايت:هيفن فيل l. برسيج فلور
(باليابانية: Fate/stay night: Heaven's Feel I. presage flower) هو فيلم أنمي ياباني من إخراج تومونوري سودو ومن تأليف أكيرا هياميا إنتاج استوديو يوفوتيبل، مقتبس من سلسلة الأنمي فيت/ستاي نايت، عرض الفيلم في 14 أكتوبر عام 2017، وبلغت مدتة 1 ساعة و 20 دقيقة.

## القصة
تدور أحداث القصة بعد ترك شيرو إيميا لنادي الرماية بالمدرسة الثانوية بسبب إصابة، في إحدى الليالي شاهد شيرو حلمًا عن قتالًا بين محاربين أحدهما هو الظل والآخر هي سايبر، وأصبح الحلم يطبق على أرض الواقع، بسبب حادث أصبح شيرو يتقرب من زميلة في المدرسة ساكورا ماتو وأصبخ صديقًا لها، وكانت تسكن معه في منزله مع معلمته تايغا فوجيمورا. ويكتشف شيرو ماضي ساكورا والحشرات التي تسكن جسدها التي تتغذى على الطاقة السحرية بسسب معتقدات عائلة ماتو الغريبة، ويحاول شيرو الفوز في الحرب المقدسة من أجل تمني أمنية خلاص ساكورا ماتو من هذه المشكلة، في هذه الأثناء يلتقي شيرو بشقيقته بالتبني إيليا سفير ويتعرف عليها أكثر .

## وصلات خارجية
- الموقع الرسمي
- Fate/stay night: Heaven's Feel I. presage flower على موقع IMDb (الإنجليزية)
- Fate/stay night: Heaven's Feel I. presage flower على موقع روتن توميتوز (الإنجليزية)
- Fate/stay night: Heaven's Feel I. presage flower على موقع بوكس أوفيس موجو (الإنجليزية)
- Fate/stay night: Heaven's Feel I. presage flower على موقع قاعدة بيانات الفيلم (الإنجليزية)
- Fate/stay night: Heaven's Feel I. presage flower على موقع ليتربوكسد (الإنجليزية)
- Fate/stay night: Heaven's Feel I. presage flower على موقع كينوبويسك (الروسية)
- Fate/stay night: Heaven's Feel I. presage flower على موقع ANN anime (الإنجليزية)